# Magyar városok testvérvárosainak listája
A magyar városok testvérvárosainak listája azokat a jelenlegi határainkon túli településeket sorolja fel, melyeknek valamely magyarországi települési önkormányzattal (várossal, községgel vagy fővárosi kerülettel) testvérvárosi vagy partnervárosi kapcsolata van.

## Albánia
- Elbasan (Dunaújváros)

## Amerikai Egyesült Államok
- Birmingham (Székesfehérvár)
- Cleveland (Miskolc)
- Fairfield (Tatabánya)
- Fort Worth (Budapest)
- Miami (Szeged)
- New Brunswick (Debrecen)
- New York (Budapest)
- Seattle (Pécs)
- Sedalia (Jászberény)
- Sonoma, Kalifornia (Tokaj)[1]
- Staunton (Dabas)
- Toledo (Szeged)
- Tucson (Pécs)
- Walnut Creek (Siófok)

## Ausztria
- Bad Ischl (Gödöllő)
- Bad Mitterndorf (Dunaharaszti)
- Bécs (Budapest)
- Dornbirn (Kecskemét)
- Gleisdorf (Nagykanizsa)
- Graz (Pécs)
- Hausmannstätten (Pécsvárad)
- Holzleithen (Boda)
- Innsbruck (Gyomaendrőd, Székesfehérvár)
- Judendorf-Straßengel (Komárom)
- Kirchbach (Gárdony)
- Kismarton (Sopron)
- Klagenfurt am Wörthersee (Gyomaendrőd, Zalaegerszeg)
- Krumpendorf am Wörthersee (Gyula)
- Laxenburg (Gödöllő)
- Liesing (Budapest 15. kerület)
- Linz (Dunaújváros)
- Mariazell (Esztergom)
- Molln (Tát)
- Nußdorf ob der Traisen (Sármellék)
- Obervellach (Budapest 15. kerület)
- Sankt Peter-Freienstein (Lipót)
- Sankt Pölten (Nyíregyháza, Székesfehérvár)
- Scheibbs (Szeghalom)
- Schenkenfelden (Gyula)
- Semriach (Bóly)
- Sonntagberg (Sárvár)
- Stockerau (Mosonmagyaróvár)
- Villach (Kaposvár) [2]
- Wolfsberg (Várpalota)
- Zeltweg (Gyöngyös)

## Belgium
- Eeklo (Kiskunfélegyháza) (partner-település)
- Liège (Szeged)
- Ninove (Deszk)
- Saint-Ghislain (Tatabánya)
- Turnhout (Gödöllő)
- Waregem (Szekszárd)

## Bosznia-Hercegovina
- Bihács (Dunaharaszti)
- Szarajevó (Budapest)
- Mostar (Kaposvár)[2]
- Zenica (Zalaegerszeg)

## Bulgária
- Blagoevgrad (Székesfehérvár)
- Burgasz (Miskolc)
- Dobrics (Zalaegerszeg)
- Kazanlak (Nagykanizsa)
- Koprivshtitsa (Szentendre)
- Nikápoly (Halásztelek)
- Pazardzsik (Tatabánya)
- Polikraiste (Halásztelek)
- Sumen (Debrecen)
- Szliven (Pécs)
- Várna (Szeged , Budapest XXII. kerülete)
- Vidin (Hódmezővásárhely) (csak partnerváros)
- Razgrad (Szombathely)

## Ciprus
- Lárnaka (Szeged)
- Kiti (Biatorbágy)

## Csehország
- Brandýs nad Labem-Stará Boleslav (Gödöllő)
- Hradec Králove (Székesfehérvár)
- Kutná Hora (Eger)
- Nymburk (Újfehértó)
- Olomouc (Pécs)
- Ostrava (Miskolc)
- Prague 12 (Budapest 15. kerület)
- Rousínov (Halásztelek)

## Dánia
- Hillerød (Gödöllő)
- Karup (Kalocsa)
- Kjellerup (Kiskunfélegyháza)
- Ringsted (Gyöngyös)
- Silkeborg (Kiskunfélegyháza)
- Thisted (Baja)
- Viborg (Kecskemét)

## Dél-Korea
- Aszan (Miskolc)

## Egyesült Királyság
- Bath (Kaposvár)[2]
- Birmingham (Székesfehérvár)
- Cambridge (Szeged)
- Canterbury (Esztergom)
- Chorley (Székesfehérvár)
- Christchurch (Tatabánya)
- Corby (Miskolc)
- County Durham (Jászberény)
- Coventry (Dunaújváros, Kecskemét)
- Droitwich Spa (Gyula)
- Dulverton (Őriszentpéter)
- Godmanchester (Szentendre)
- Huntingdon (Szentendre)
- Newbury (Kiskunfélegyháza) (csak partnerváros)
- Poynton (Érd)
- St Albans (Nyíregyháza)

## Egyiptom
- Sarm es-Sejk (Hévíz)

## Észak-Korea
- Szarivon (Székesfehérvár)

## Észtország
- Kõpu (Iszkaszentgyörgy)
- Tartu (Veszprém)
- Rakvere (Szolnok)

## Finnország
- Espoo (Esztergom)
- Forssa (Gödöllő)
- Halikko (Gárdony)
- Haukipudas (2013 óta Oulu része; Szigetszentmiklós)
- Heinävesi (Körmend)
- Hyvinkää (Kecskemét)
- Hämeenlinna (Püspökladány)
- Jyväskylä (Debrecen)
- Kaangan (Boda)
- Kaarina (Szentes)
- Kajaani (Nyíregyháza)
- Kemi (Székesfehérvár)
- Keuruu (Szarvas)
- Kuopio (Győr)
- Kuusankoski (Orosháza)
- Lahti (Pécs)
- Lapua (Kiskőrös)
- Lempäälä (Tapolca)
- Lieto (Komárom)
- Mikkeli (Békéscsaba)
- Nivala (Zirc)
- Nokia (Sárospatak)
- Oulu (Siófok)
- Pieksämäki (Gyöngyös)
- Pori (Eger)
- Raisio (Csongrád)
- Rauma (Kaposvár)[2]
- Riihimäki (Szolnok)
- Rovaniemi (Ajka, Veszprém)
- Salo (Nagykanizsa)
- Savukoski (Iszkaszentgyörgy)
- Siilinjärvi (Hajdúböszörmény)
- Tampere (Miskolc)
- Tornio (Szekszárd)
- Turku (Szeged)
- Uusikaupunki (Szentendre)
- Varkaus (Zalaegerszeg)
- Ylöjärvi (Balatonföldvár)

## Franciaország
- Arcueil (Kecskemét)
- Argentan (Baja)
- Aumale (Csurgó)
- Bagnols-sur-Cèze (Kiskunfélegyháza)
- Barbizon (Szentendre)
- Bar-le-Duc (Gyönk)
- Bezons (Szekszárd)
- Cambrai (Esztergom)
- Colmar (Győr)
- Craon (Mayenne) — (Iszkaszentgyörgy)
- Dammarie-lès-Lys (Tata)
- Die (Drôme) — (Kiskunfélegyháza)
- Dijon (Pécs)
- Donnery (Deszk)
- Éragny (Val-d’Oise) — (Komló)
- Grenoble (Pécs)
- Lesquin (Gárdony)
- Lyon (Pécs)
- Nancy (Mezőtúr)
- Nizza (Szeged)
- Plougastel-Daoulas (Mártély)
- Saint-Lô (Tatabánya)
- Saint-Sébastien-sur-Loire (Kaposvár)[2]
- Saint-Laurent-du-Var (Siófok)
- Salon-de-Provence (Szentendre)
- Vallauris (Hódmezővásárhely)
- Wattrelos (Mohács)
- Valenciennes (Miskolc)

## Görögország
- Spárta (Sopron)

## Hollandia
- Alkmaar (Tata)
- Haarlemmermeer (Hódmezővásárhely)
- Krimpen (Kiskőrös)
- Leusden (Tét)
- Rotterdam (Szeged)
- Vaassen (Tiszakécske)
- Wageningen (Gödöllő)
- Zevenaar (Mátészalka)

## Horvátország
- Biograd na Moru (Baja)
- Bizovác (Bácsalmás)
- Cirkvenica (Harkány)
- Csáktornya (Nagykanizsa)
- Csázma (Hévíz)
- Donji Kraljevec (Budapest XV. Kerület)
- Eszék (Dunaharaszti, Pécs)
- Fiume (Csepel, Miskolc)
- Gradec (Várpalota)
- Kapronca (Kaposvár)[2]
- Labin (Baja)
- Pélmonostor (Dunaszekcső, Lánycsók, Mohács)
- Póla (Szeged)
- Stari Grad (Szentendre)
- Sveti Filip i Jakov (Mohács)
- Trogir (Hajdúböszörmény, Harkány)
- Valpó (Komló)
- Zára (Székesfehérvár)

## Irán
- Siráz (Pécs)

## Izrael
- Givat Smuel (Veresegyház)
- Askelón (Szentes)
- Eilat (Sopron)
- Jeruzsálem (Szeged)
- Kirjat-Mockín (Nyíregyháza)
- Kirjat Jam (Makó)
- Naharija (Kecskemét)
- Názáreth Illit (Győr)
- Risón Lecijón (Debrecen)
- Tamar (Hódmezővásárhely)
- Tel-Aviv (Budapest)

## Japán
- Aomori (Kecskemét)
- Jurihondzsó (Vác)
- Juzamacsi (Szolnok)
- Juzava (Csurgó)
- Kazuno (Sopron)

## Kína
- Csangcsou (Fucsien) (Gödöllő)
- Csangcsun (Székesfehérvár)
- Jentaj (Miskolc, Szombathely)
- Jicsun (Tiszavasvári)
- Kujlin (Hévíz)
- Pancsin (Orosháza)
- Sanghaj (Szeged)
- Sencsen (Kalocsa)
- Vejnan (Szeged)
- Vuhan (Győr)
- Vuhszi (Szarvas)

## Lengyelország
- Będzin (Tatabánya)
- Bielsko-Biała (Szolnok)
- Chorzów (Ózd)
- Czeladź (Várpalota)
- Gizałki  (Bácsalmás)
- Gniezno (Esztergom)
- Gubin (Paks)
- Jarocin (Hatvan)
- Jasło (Makó)
- Kalisz (Szentendre)
- Katowice (Miskolc)
- Kościan (Sümeg)
- Krakkó (Budapest)
- Kraśnik (Hajdúböszörmény)
- Krosno (Sárospatak, Zalaegerszeg)
- Łańcut (Jászapáti)
- Łódź (Szeged)
- Lubaczów (Érd)
- Lubliniec (Kiskunmajsa)
- Mszana Dolna (Biri)
- Namysłów (Kisköre)
- Opole (Székesfehérvár)
- Ostrołęka (Balassagyarmat)
- Pilzno (Gyomaendrőd)
- Pińczów (Tata)
- Rabka-Zdrój (Kiskunfélegyháza)
- Radomsko (Makó)
- Rzeszów (Nyíregyháza)
- Sanok (Gyöngyös)
- Siemianowice Śląskie (Mohács)
- Skierniewice (Szentes)
- Słopnice (Balkány, Zajta)
- Sosnowiec (Komárom)
- Sucha Beskidzka (Jászberény)
- Szczawnica (Harkány)
- Szerzyny (Kunhegyes)
- Tarnów (Kiskőrös)
- Tarnowskie Góry (Békéscsaba)
- Újszandec (Kiskunhalas)
- Uniejów (Mórahalom)
- Urzędów (Nádudvar)
- Ustrzyki Dolne (Hévíz)
- Varsó-Bialoleka (Budapest XXII. kerülete)
- Varsó (Budapest)
- Wadowice (Kecskemét)
- Wągrowiec (Gyula)
- Wolbrom (Domaszék)
- Zgierz (Hódmezővásárhely)
- Zoliborz, Varsó (Budapest II. kerülete)
- Żary (Gárdony)
- Żory (Mezőkövesd)
- Żywiec (Gödöllő)

## Litvánia
- Kelmė (Hódmezővásárhely)
- Klaipéda (Debrecen, Dunaharaszti)
- Ukmergė (Kiskunmajsa)

## Mexikó
- Toluca (Debrecen)[3]

## Moldova
- Bălți (Gyula)
- Páskán (Várpalota)

## Mongólia
- Darhan (Kaposvár)[2]
- Erdenet (Székesfehérvár)

## Montenegró
- Kotor (Szeged)

## Németország
- Aalen (Szekszárd, Tatabánya)
- Aichach (Gödöllő)
- Aichtal (Sümeg)
- Alerheim (Elek)
- Altdorf (Hosszúhetény)
- Altdorf bei Nürnberg (Dunaharaszti)
- Altenahr (Mártély)
- Altomünster(Nagyvenyim)
- Aschaffenburg (Miskolc)
- Backnang  (Bácsalmás)
- Bad Dürrheim (Hajdúszoboszló)
- Bad Salzungen (Mezőkövesd)
- Bad Schönborn (Kiskunmajsa)
- Bamberg (Esztergom)
- Bensheim (Mohács)
- Bietigheim-Bissingen (Szekszárd)
- Blumberg (Kunszentmiklós)
- Bonn (Budafok–Tétény)[4]
- Braunfels (Kiskunfélegyháza)
- Bretten (a 'Neibsheim' nevű városrész) (Nemesnádudvar)
- Bruchköbel (Harkány)
- Buseck (Tát)
- Chamerau (Mórahalom)
- Darmstadt (Gyönk, Szeged)
- Ditzingen (Gyula)
- Eching (Majs)
- Ehingen (Esztergom)
- Eisenach (Sárospatak)
- Eislingen/Fils (Villány)
- Erfurt (Győr)
- Eslohe (Kisbér)
- Fellbach (Pécs)
- Frankfurt am Main (Budapest)
- Freudenberg (Mór)
- Gemmingen (Dunavarsány)
- Gerlingen (Elek, Tata)
- Gerolzhofen (Elek)
- Gieboldehausen (Gárdony)
- Giessen (Gödöllő)
- Glinde (Kaposvár)[2]
- Griesheim (Gyönk)
- Gronau (Mezőberény)
- Großengottern (Fertőrákos)
- Großenhain (Kecskemét)
- Hattstedt (Tarján)
- Hechingen (Hódmezővásárhely)
- Herbstein (Hévíz)
- Heroldsberg (Bóly)
- Iserlohn (Nyíregyháza)
- Karlsdorf-Neuthard (Nyergesújfalu)
- Kirchberg (Tarján)
- Kirchheim unter Teck (Kalocsa)
- Königstein (Deszk)
- Kronach (Kiskunhalas)
- Külsheim (Pécsvárad)
- Künzelsau (Marcali)
- Lauda-Königshofen (Paks)
- Laudenbach (Elek)
- Leimen (Elek)
- Lommatzsch (Kiskunmajsa)
- Löbau (Makó)
- Lübbecke (Tiszakécske)
- Lutherstadt Wittenberg (Békéscsaba)
- Maintal (Esztergom)
- Markgröningen (Szentes)
- Marzahn-Hellersdorf (Budapest 15. kerület)
- Mosbach (Budapest II. kerülete (a német Wikipédia szerint csak a kerület Pesthidegkút nevű részével) )
- Mörlenbach (Gárdony)
- Mühldorf am Inn (Cegléd)
- Münsingen (Mezőberény)
- Münster (Orosháza)
- Naumburg (Komárom)
- Neckartenzlingen (Komló)
- Neibsheim (Nemesnádudvar)
- Neunkirchen am Brand (Tótkomlós)
- Neu Wulmstorf (Nyergesújfalu)
- Niestetal (Sarkad)
- Oberkochen (Mátészalka)
- Oelze (Szigetszentmárton)
- Paderborn (Debrecen)
- Pappenheim (Iszkaszentgyörgy) *Pfungstadt (Hévíz)
- Plauen (Cegléd)
- Pleidelsheim (Fertőszentmiklós)
- Pohlheim (Zirc)
- Postbauer-Heng (Gárdony)
- Puchheim (Nagykanizsa)
- Pyrbaum (Csákvár)[5]
- Röhrmoos (Kiskunfélegyháza) (partner-település)
- Rüdesheim am Rhein (Mezőkövesd) (partner-település)
- Rüsselsheim am Main (Kecskemét)
- Sankt Augustin (Szentes)
- Schöneck (Gyomaendrőd)
- Schönenberg-Kübelberg (Szabadszállás)
- Schwarzenbruck (Kecel)
- Schwäbisch Gmünd (Székesfehérvár)
- Siegen (Kunhegyes)
- Sindelfingen (Győr)
- Soest (Sárospatak)
- Spaichingen (Mezőberény)
- Stadtlengsfeld (Kiskőrös)
- Staufenberg (Pusztaszabolcs)
- Staufenberg (Tarján)
- Stollberg/Erzgeb. (Tamási)
- Strullendorf (Izsák)
- Trochtelfingen (a 'Steinhilben' nevű városrész) (Máriahalom)
- Ulm (Hódmezővásárhely)
- Unna (Ajka)
- Unterschleißheim (Zengőalja)
- Vechta (Jászberény)
- Vellmar (Szigetszentmárton)
- Waiblingen (Baja)
- Waldstetten (Katymár)
- Weida (Mezőtúr)
- Wendlingen am Neckar (Dorog)
- Wertheim (Szentendre)
- Wiesenbach (Baden) (Deszk)
- Wiesloch (Lánycsók)
- Wilkau-Haßlau (Gyönk)

## Olaszország
- Albenga (Dabas)
- Arenzano (Tata)
- Arezzo (Eger)
- Bardi (Vasvár)[forrás?]
- Bologna (Szigetszentmárton)
- Borgo San Lorenzo (Várpalota)
- Bucine (Sarkad)
- Budrio (Gyula)
- Canelli (Mezőtúr)
- Casalecchio di Reno (Pápa)
- Casalgrande (Dunakeszi)
- Cattolica (Debrecen)
- Cento (Székesfehérvár)
- Collegno (Sárospatak)
- Conselve (Jászberény)
- Feltre (Kiskunfélegyháza)
- Fermo (Várpalota)
- Flumeri (Kótaj)
- Gela (Dunaharaszti)
- Gorizia (Zalaegerszeg)
- Grottazzolina (Várpalota)
- Montebelluna (Kocs, Tata)
- Mordano (Mezőhegyes)
- Morolo (Hosszúhetény)
- Parco del Frignano[6] (Mórahalom)
- Parma (Szeged)
- Piazza al Serchio (Pilis)
- Pievepelago (Mórahalom)
- Porto San Giorgio (Várpalota)
- Rapolano Terme (Fertőrákos)
- Ravenna (Szigetszentmárton)
- San Giorgio di Nogaro (Mezőhegyes)
- Sant’Elpidio a Mare (Várpalota)
- Schio (Kaposvár)[2]
- Terracina (Pécs)
- Torrice (Komló)
- Trasaghis (Szeghalom)
- Vittoria (Mátészalka)
- Valdobbiadene (Mór)
- Vobarno (Sümeg)

## Oroszország
- Izsevszk (Tatabánya)
- Kurcsatov (Harkány)
- Pjatyigorszk (Hévíz)
- Szurgut (Zalaegerszeg)
- Tver (Kaposvár)[2]
- Vologda (Miskolc)
- Joskar-Ola (Szombathely)
- Csebokszári (Eger)

## Palesztina
- Betlehem (Budapest)
- Jerikó (Eger)

## Portugália
- Lisszabon (Budapest)

## Románia
- Abrudbánya (Dabas)
- Ajton község (Dabas)
- Arad (Budapest XII. kerülete, Bugyi, Gyula, Hódmezővásárhely, Pécs, Tatabánya)
- Aranyosgyéres (Kisbér, Mohács)
- Barót (Budafok, Dabas, Sarkad, Szarvas, Zirc)
- Belényes (Békéscsaba, Komló)
- Bereck (Tótkomlós)
- Borossebes (Elek)
- Borszék  (Bácsalmás)
- Brassó (Győr)
- Csernáton (Bóly, Sármellék)
- Csíkrákos (Boda)
- Csíkszentmárton (Mórahalom)
- Csíkszenttamás (Tét)
- Csíkszereda (Cegléd, Gödöllő, Gyula, Kaposvár,[2] Makó, Szeged)
- Csókfalva, Hármasfalu (Lánycsók)
- Dés (Balassagyarmat)
- Déva (Szigetvár)
- Dicsőszentmárton (Hajdúszoboszló)
- Erdőszentgyörgy (Baja)
- Felsőbánya (Kunhegyes, Tiszavasvári)
- Felsősófalva (Szegvár)
- Gyergyószentmiklós (Békés, Cegléd, Eger, Kiskunmajsa, Budapest V. kerülete, Budapest XVII. kerülete)
- Gyimesbükk (Telki)
- Gyimesfelsőlok (Tiszakécske)
- Gyalu (Iszkaszentgyörgy)
- Gyulafehérvár (Székesfehérvár)
- Gyergyóalfalu (Hajdúböszörmény)
- Igazfalva (Vésztő)
- Kalotaszentkirály (Szeghalom)
- Karcfalva (Fertőrákos, Helvécia, Mernye)
- Kézdiszentlélek (Szentgál)
- Kézdivásárhely (Gyöngyös, Mezőhegyes)
- Kisiratos (Dombegyház)
- Kispereg (Mezőhegyes)
- Kisvarjaspuszta (Dombegyház)
- Kolozsvár (Pécs)
- Korond (Kiskunfélegyháza)
- Kovászna (Gyula, Nagykanizsa, Pápa)
- Kraszna (Akasztó, Imrehegy)
- Lázári (Balkány, Zajta)
- Lippa (Battonya)
- Lövéte (Domaszék)
- Margitta (Kiskőrös)
- Marossárpatak (Jászapáti)
- Marosvásárhely (Baja, Kecskemét, Szeged, Zalaegerszeg)
- Miszmogyorós (Martfű)
- Nagybánya (Gyula, Hódmezővásárhely, Szolnok, Tiszavasvári)
- Nagyenyed (Gyomaendrőd)
- Nagyiratos (Dombegyház)
- Nagykároly (Mátészalka, Nyírbátor, Orosháza)
- Nagylak (Tótkomlós)
- Nagyszalonta (Békéscsaba, Sarkad, Hajdúböszörmény)
- Nagyszentmiklós (Kazincbarcika)

- Maroshévíz (Budapest XV. Kerület)

- Nagyvárad (Debrecen)
- Nyárádszereda (Szerencs, Mór, Simontornya)
- Nyárádremete (Mártély)
- Olasztelek (Ács)
- Oroszhegy (Deszk)
- Ottlaka (Elek)
- Ozsdola (Füzesgyarmat)
- Pécska (Battonya)
- Petrozsény (Várpalota)
- Segesvár (Kiskunfélegyháza)
- Sepsikőröspatak község (Mezőtúr), (Gárdony)
- Sepsiszentgyörgy (Budapest IX. kerülete, Cegléd, Kiskunhalas, Veszprém)
- Snagov (Sarkad)
- Szászsebes (Komárom)
- Szatmárnémeti (Nyíregyháza)
- Székelydobó (Lánycsók)
- Székelyhíd (Szeged)
- Székelykeresztúr (Ajka, Dévaványa, Kalocsa, Kunszentmiklós, Lánycsók)
- Székelyszáldobos (Vésztő)
- Székelyszenterzsébet (Bükkszenterzsébet, Eperjeske, Mezőladány)
- Székelyudvarhely (Barcs, Békéscsaba, Budapest, Budapest I. és XXIII. kerülete, Cegléd, Hajdúdorog, Kiskunhalas, Tatabánya, Tihany, Törökbálint, Vác)
- Szemlak (Mezőkovácsháza)
- Szentegyháza (Cegléd, Szarvas)
- Szilágysomlyó (Albertirsa)
- Szinérváralja (Sárvár)
- Szováta (Budapest XIII. kerülete, Csopak, Kőröshegy, Mezőberény, Sümeg, Százhalombatta, Szikszó, Tata)
- Tasnád (Kunhegyes)
- Temesvár (Szeged)
- Torda (Bihartorda, Hódmezővásárhely, Kiskunfélegyháza)
- Tusnádfürdő (Harkány, Orosháza, Tab)
- Uzon (Csorvás)
- Újszentes (Szentes)
- Vajdahunyad (Szombathely)
- Vargyas (Szabadszállás, Vésztő)
- Végvár (Röszke)
- Zágon (Kisköre)
- Zilah (Gyula, Szentendre)

## Spanyolország
- Buñol (Szentes)
- Llanes (Orosháza)
- Miguelturra (Nagykálló)
- Totana (Kalocsa)

## Svájc
- Sirnach (Helvécia)

## Svédország
- Stockholm (Budapest)
- Kristiamstad (Budafok)
- Höganäs (Dombóvár)
- Lidköping (Kecskemét)
- Nacka (Salgótarján)
- Söderhamn (Szigethalom)

## Szerbia
- Ada (Budakalász, Budapest XI. kerülete, Inárcs, Makó, Nemesnádudvar)
- Bajmok  (Bácsalmás)
- Belcsény (Battonya)
- Bezdán  (Bácsalmás)
- Felsőhegy (Csorvás)
- Királyhalom (korábbi nevén: Bácsszőlős) (Domaszék)
- Magyarittabé (Békés)
- Magyarkanizsa (Kiskunhalas, Nagykanizsa,  Röszke, Tata)
- Óbecse (Csongrád)
- Péterréve (Harkány)
- Szabadka (Budapest, Szeged, Baja, Kiskunhalas, Érd)
- Székelykeve (Kunszentmiklós)
- Tamásfalva (más néven: Hetény) (Hosszúhetény)
- Temerin (Mórahalom), (Jászapáti)
- Topolya (Kiskunmajsa, Szentes)
- Törökbecse (Mezőtúr)
- Törökfalu (Sármellék)
- Zenta (Dabas, Hódmezővásárhely)
- Zombor (Baja)

## Szlovákia
- Besztercebánya (Dabas)
- Csiliznyárad (Tápióbicske)
- Deáki (Kakasd), (Karád)
- Diósförgepatony (Gic)
- Diószeg (Csorvás)
- Dunamocs (Kocs, Süttő)
- Dunaszerdahely (Gödöllő)
- Ebed (Tát)
- Eperjes (Nyíregyháza)
- Érsekújvár (Tatabánya, Tótkomlós, Fonyód)
- Fülek (Szécsény)
- Galánta (Kecskemét, Tótkomlós, Paks)
- Gúta (Kisbér, Mezőberény)
- Jolsva (Tótkomlós)
- Kassa (Budapest, Miskolc)
- Kéménd (Jászapáti)
- Késmárk (Hajdúszoboszló)
- Királyhelmec (Cigánd)
- Kiskövesd (Mezőkövesd)
- Komárom (Komárom)
- Körmöcbánya (Várpalota)
- Lipótvár (Fertőszentmiklós)
- Liptószentmiklós (Kiskőrös)
- Losonc (Pápa)
- Madar (Kocs)
- Malacka (Szarvas)
- Nad Jazerom (Budapest 15. kerület)
- Nagykapos (Elek)
- Nagykövesd (Mezőkövesd)
- Nagymegyer  (Bácsalmás)
- Naszvad (Felsőszentiván, Kiskőrös, Nagyigmánd, Törökbálint)
- Negyed (Bóly)
- Párkány (Esztergom)
- Poprád (Szarvas)
- Pozsony (Székesfehérvár)
- Selmecbánya (Miskolc, Sopron, Dunaújváros)
- Szalóc (Dunavarsány)
- Szőgyén (Tata)
- Taksonyfalva (Taksony)
- Trencsén (Békéscsaba)
- Vízkelet (Taksony)
- Zétény (Helvécia)
- Zólyom (Tótkomlós)
- Zselíz (Makó)
- Zsére (Dorog)

## Szlovénia
- Gradec (Várpalota)
- Maribor (Szombathely)
- Lendva (Zalaegerszeg (2006), Lenti)
- Tržič (Dabas)

## Törökország
- Atça (Makó)
- Fethiye (Hévíz)
- Finike (Budapest, II. kerület)
- Isztambul-Beykoz (Mohács)
- Isztambul-Pendik (Budapest XIX. kerülete)
- İzmit (Székesfehérvár)
- Kayseri (Miskolc)
- Kütahya (Pécs)
- Osmaniye (Tiszavasvári)
- Rodostó (Kecskemét, Sárospatak)
- Üsküdar (Kaposvár)[7]

## Ukrajna
- Aknaszlatina (Hódmezővásárhely)
- Beregszász (Gödöllő, Kecskemét, Kisköre, Mosonmagyaróvár, Hajdúböszörmény)
- Csetfalva (Dunavarsány)
- Herszon (Zalaegerszeg)
- Kijev (Miskolc)
- Luhanszk (Székesfehérvár)
- Munkács (Dabas, Mátészalka)
- Odessza (Szeged)
- Rahó (Deszk, Szeged)
- Szimferopol (Kecskemét)
- Szolyva (Balassagyarmat)
- Ungvár (Békéscsaba, Nyíregyháza)

## Vietnám
- Cần Thơ (Kaposvár)[8]